# Археологічні дослідження

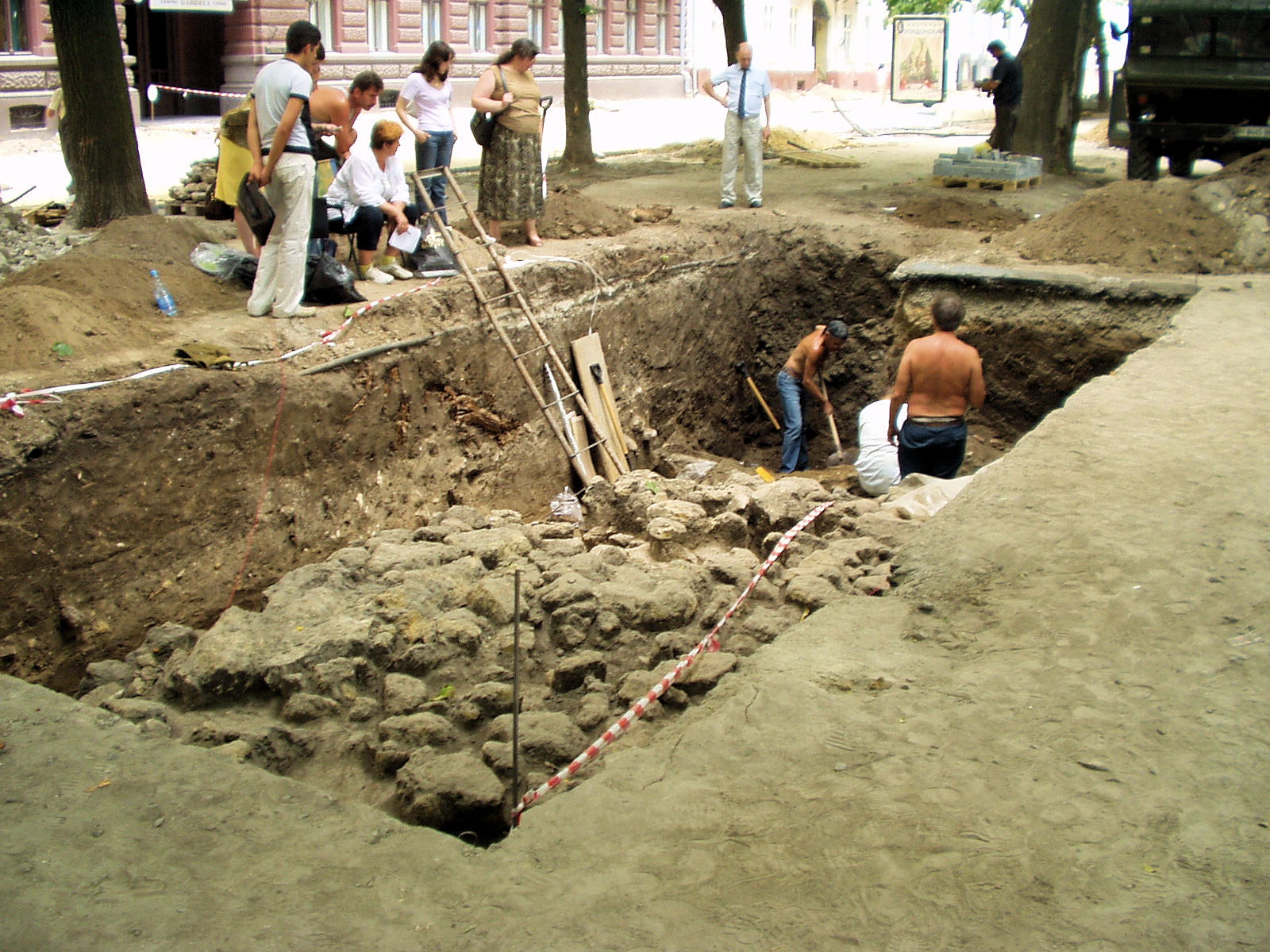
Археологічні розкопки в Одесі

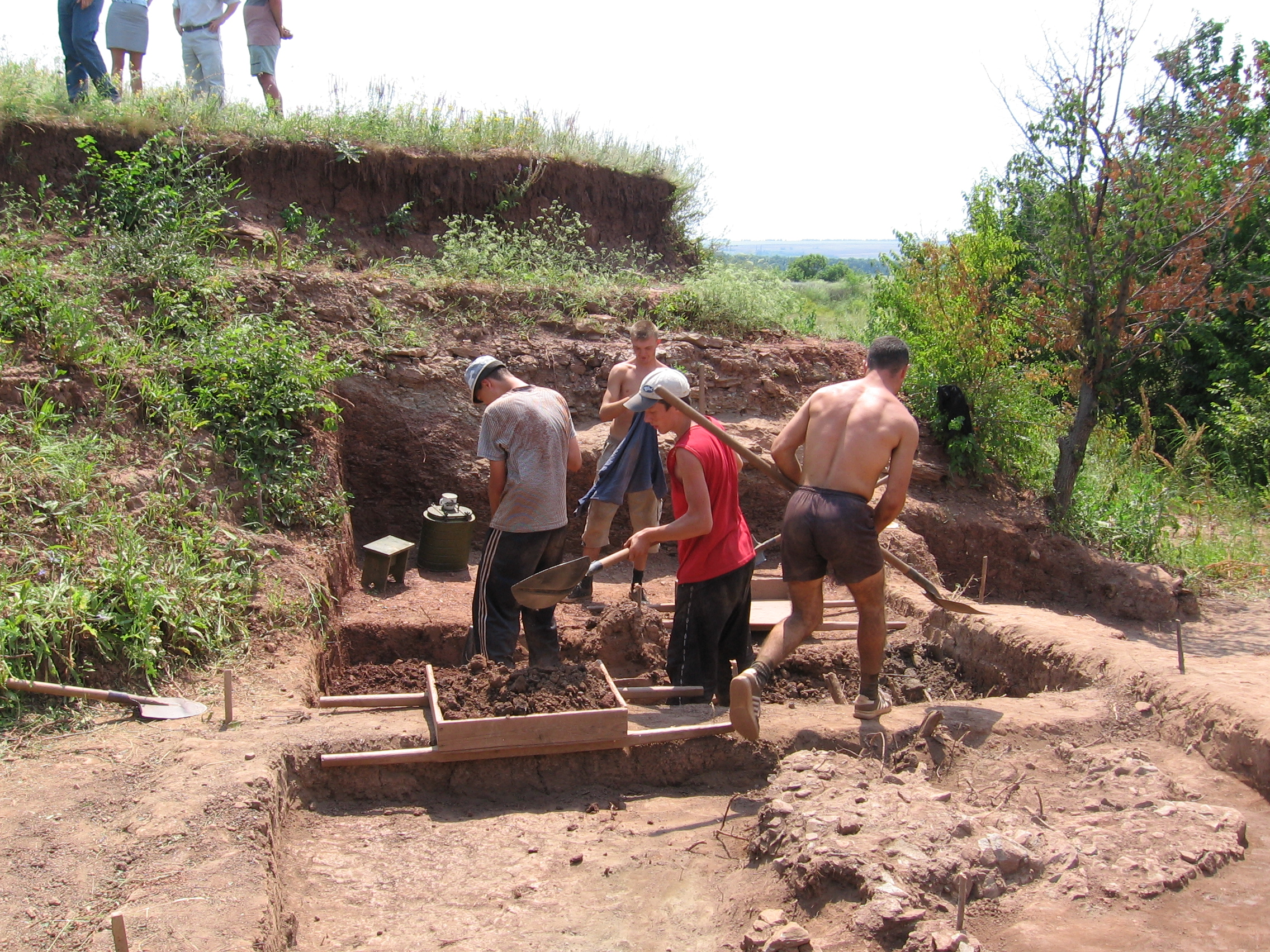
Археологічні розкопки на Луганщині (Картамиш)

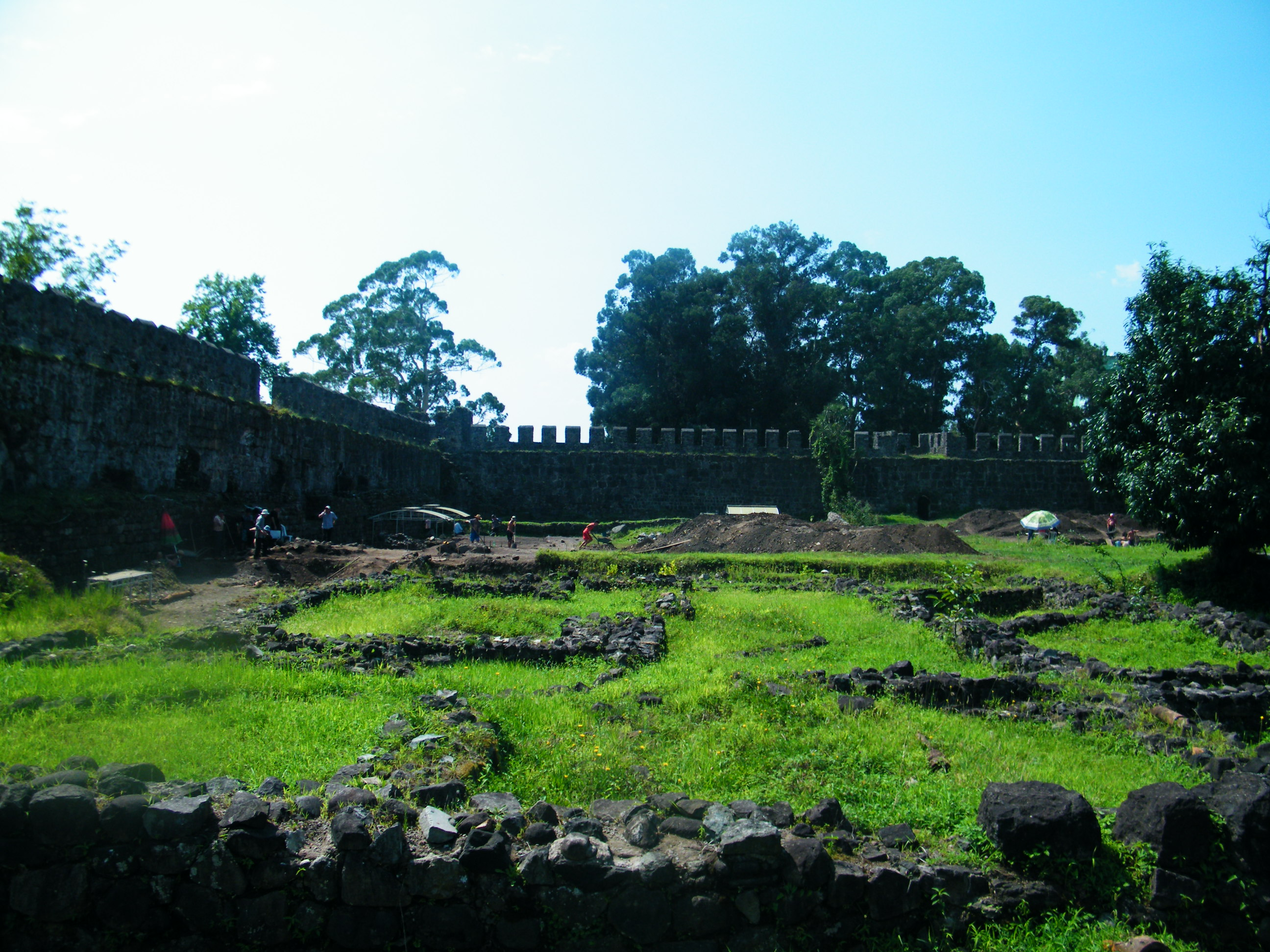
Археологічні розкопки в Гоніо

Археологі́чні дослі́дження — дослідження історичного минулого людства за речовими джерелами матеріальної культури. Археологічні дослідження включають польові та камеральні дослідження. Завершуються публікацією матеріалів та наукових праць, присвячених інтерпретації знахідок, відтворенню історії та історичних подій з використанням археологічних джерел.

## Методи
Основними методами польових археологічних досліджень є розвідки та археологічні розкопки (під час яких виявляють пам'ятки матеріальної культури та з'ясовують умови їх захоронення) і всебічне вивчення виявлених пам'яток.
Методи датування: стратиграфічний, типологічний, радіовуглецевий (С14, ізотопний), дендрохронологічний, археомагнітний, термолюмінісцентний, Атоми мічені

## Методологія
Археологічні дослідження вимагають обов'язкового застосування наукової методики, специфічної для різних груп археол. пам'яток (стоянок, городищ, курганів тощо).
Археологічні дослідження в СРСР провадились тільки з дозволу АН СРСР та союзних республік. Самовільні археологічні розкопки в СРСР заборонялись.
В Російській федерації як і до цього в СРСР дозволи («відкриті листи») видаються Інститутом археології Російської академії наук.
В Україні польові археологічні дослідження здійснюються особами, які отримали кваліфікаційний документ (Відкритий лист) та Дозвіл від Міністерства культури і зареєстрували їх в органах влади у встановленому порядку.